# Cycloalkaan

Structuurformule van cyclobutaan

Een cycloalkaan is een alicyclische verbinding waarin alleen sigma-bindingen voorkomen. De algemene formule van een cycloalkaan is CnH2n (n > 2)
De verbinding is afgeleid van de lineaire alkanen. De naamgeving van een cycloalkaan verandert enigszins. Eerst komt het prefix cyclo- en vervolgens de naam van het equivalente lineaire alkaan. De cyclische equivalent van pentaan is dus cyclopentaan (vijf koolstofatomen in een cirkelvormige molecule).
Wanneer er substituenten op de cyclische structuur staan, krijgt de belangrijkste zijketen (functionele groep) nummer 1 toegekend, en niet zoals gebruikelijk het laagste getal vanaf de uiteinden geteld, aangezien een cycloalkaan geen begin of eind heeft.
De kleine cycloalkanen (cyclopropaan en cyclobutaan) vertonen een hoge ringspanning. Cycloethaan is etheen.